# Юмо Микьо Дордже
Юмо Микьо Дордже е тибетски будистки учител (лама), ученик на кашмирския учен и държател на Калачакра тантра от 11 век Соманатха. Юмо Микьо Дордже е и един от най-ранните тибетски носители на възгледа шенгтонг за пустотата или разбирането за сияйната природа на абсолютната реалност. Този възглед е основен както за Калачакра тантра, така и за ученията на школата Йогачара от третото завъртане на колелото на Дхарма. Впоследствие той става емблематичен и за тибетската школа Джонанг, основана от Юмо Микьо Дордже.

## Забележка
Да не се бърка с осмия Кармапа Микьо Дордже, будистки лама от 16 век, глава на школата Карма Кагю.